# Lasaia kennethi
Lasaia kennethi is een vlindersoort uit de familie van de prachtvlinders (Riodinidae), onderfamilie Riodininae.
Lasaia kennethi werd in 1901 beschreven door Weeks.